# متغیر آروی ثوری

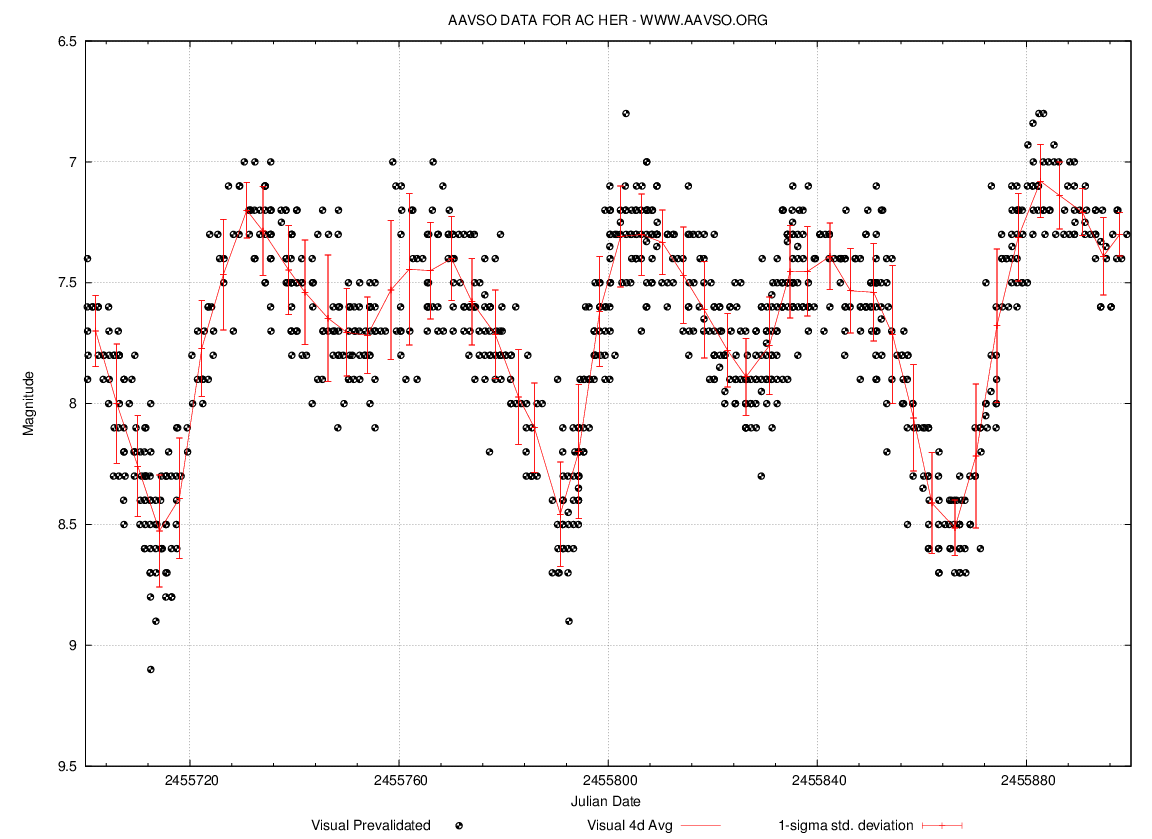
نمایی از منحنی نور ستارهٔ AC Herculis؛ یک‌متغیر نسبتا معمولی آروی ثوری

متغیرهای آروی ثوری نوعی از ابرغول‌های متغیر هستند.  تغییرات آن در درخشندگی وجود دارد همچنین در رده‌بندی ستارگان نیز تغییر می‌کنند. در درخشان‌ترین حالت ستاره در رده F یا G قرار می‌گیرد. اما در حالت پایین در رده K یا M قرار می‌گیرد. دوره آن بین ۳۰ تا ۱۵۰ روز طول می‌کشد. این‌گونه متغیرها دو دسته تقسیم می‌شوند:
- RVa: این متغیرها، میانگین قدر ظاهریشان تغییر نمی‌کند
- RVb: میانگین قدر ظاهری این متغیرها به صورت تناوبی تغییر می‌کند. دوره این تغییرات از حدود ۶۰۰ تا ۱۵۰۰ روز است.

این متغیرها به نام ستاره آروی گاو که یک ستاره متغیر نوع RVb است، نام‌گذاری شده‌اند. دوره آروی گاو بین ۱۳.۳ تا ۹.۸ است که دوره آن ۷۸.۷ روز طول می‌کشد.